# マズダク教
マズダク教（マズダクきょう）とは、5世紀末から6世紀にかけてサーサーン朝ペルシア（現在のイラン）に起こった宗教である。当時の主流であったゾロアスター教を批判しつつ禁欲や平等を説いたが、サーサーン朝によって宗教弾圧に遭った。

## 歴史

### ザルドシュト
ザルドシュトはマニ教指導者であり、マズダクの先駆者とされる。詳細は分かっていないが、名前からザラスシュトラと混同され、これがもとで一部資料においてマズダク教がザルドシュト教＝ゾロアスター教と誤解される元となった。

### マズダク

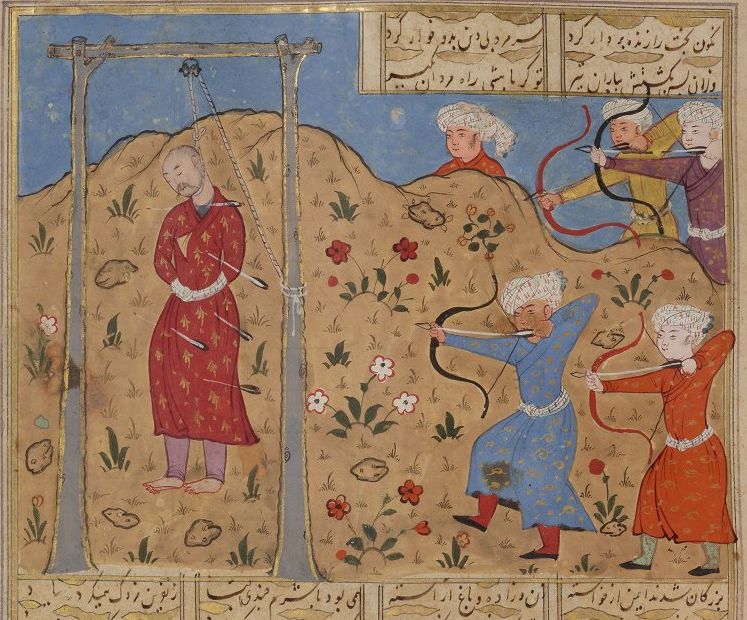
処刑されるマズダク（『シャー・ナーメ』の押絵）。マズダクはバビロニア出身のゾロアスター教僧侶で、マニ教の影響も受けていたとされる。

サーサーン家のカワード1世（488年 - 496年、498年 - 531年）は優秀な人物であったが、諸王の王に即位したときにはサーサーン朝の国力も諸王の王の権威も低下していた。そのため親政を開始して急進的な改革を行うが、貴族たちのクーデターにより廃位にされ、隣国エフタルに亡命する。その後、兵力を集めてクテシフォンに凱旋、復権を果たす。
復位したカワードはマズダク教開祖のマズダクを起用した。マズダクは「財産の共有」をスローガンに平民を動員した平等主義的改革を行ったとされている。しかし、このマズダクは同時代資料に一切登場せず、後世のアラビア語資料に登場するのみである。そのため実際は何が行われていたのか分かっていない。いずれにしろカワードの改革は成功し、サーサーン朝の国力は大きく回復した。

### ムカンナアの反乱
マズダク教は絶滅したわけではなく、イスラム期に入ってからも、780年頃に中央アジアで勃発したムカンナの反乱（776年-783年）ではイデオロギーとして復活している。

### ホッラム教
イラン高原北部で、マズダク教の流れをくむホッラム教が成立した。彼らは他人を害することを極力控える平和な農民たちであったが、イスラム教シーア派グラートが合流すると、武装集団に変質した。アッバース朝の内乱に伴い、バーバクという人物の指導の下でイラン高原北西部で反乱を起こし、816年 - 837年にわたって独立勢力となった。これは、イラン人がイスラム教以外の宗教を旗印に反乱を起こした最後の例となった。

## 教義
マズダクの教えは、一切の平等を説く社会的抗議運動だったと思われる。そのため一時期、共産主義国の学者によって積極的に研究された。